# سقوط قلعة الحصن
سقطَت قلعة الحصن الصليبية، في حمص، على يد السلطان المملوكي الظاهر بيبرس عام 1271. ذهب بيبرس شمالًا للتعامل مع قلعة الحصن - التي يتحصّن بها الصليبيون الأوروبيون - بعد وفاة ملك فرنسا لويس التاسع، في 29 تشرين الثاني 1270.

## الحصار والاستسلام
قبل السير إلى القلعة، استولى بيبرس على القلاع الأصغر في المنطقة، كبرج صافيتا. في 3 آذار 1271، وصل جيش بيبرس إلى قلعة الحصن. بحلول الوقت الذي وصل فيه السلطان، كانت القلعة على الأغلب قد حُوصرَت بالفعل من قبل القوات المملوكية لعدة أيام. هناك ثلاث روايات عربية عن الحصار. إحداها من ابن شداد - مؤرِّخ عربي مُعاصِر رغم عدم حضوره الحصار - تقول إن الفلاحين الأوروبيين الذين كانوا يعيشون في المنطقة هربوا إلى القلعة بحثًا عن الأمان، وتم احتجازهم في الجناح الخارجي. وبمجرد وصول بيبرس بدأ في نصب المنجنيق وأسلحة الحصار القوية التي وجَّهها إلى القلعة. وبحسب ابن شداد، فقد استولى المحاصرون بعد يومين على الخط الأول للدفاعات. (ربما كان يشير إلى ضاحية مسورة خارج مدخل القلعة).
أوقف المطر الحصار، ولكن في 21 آذار، استطاع المسلمون الاستيلاء على حصن خارجي مثلثي جنوب القلعة مباشرةً، ربما تمكَّن الجيش منها بواسطة حسيكة خشبية. في 29 آذار، تم تقويض البرج الواقع في الزاوية الجنوبية الغربية لينهار. هاجم جيش بيبرس من خلال الثغرة وعند دخولهم العنبر الخارجي واجهوا الفلاحين الذين لجؤوا إلى القلعة.
على الرغم من سقوط الجناح الخارجي، واشتباك القليل من أهل الحامية مع الجيش، إلا أن الصليبيين تراجعوا إلى الجناح الداخلي الأكثر صعوبةً للاستيلاء عليه. بعد فترة هدوء استمرَّت عشرة أيام، نقل المماليك رسالةً إلى الحامية، يُفترَض أنها من القائد الأكبر لفرسان الإسبتارية في طرابلس، والتي منحتهم الإذن بالاستسلام. على الرغم من أن الرسالة كانَت مزورة، إلا أن الحامية استسلمت وأنقذ السلطان بيبرس حياتهم. أجرى المسلمون إصلاحات للقلعة، تركَّزت بشكل أساسي على الجناح الخارجي. وبُنيَ مسجد مكان كنيسة الإسبتارية - التي تدمَّرَت - وأضيف محرابان إلى الداخل.

### الأعمال التي ورد ذكرها
- كندي، هيو (1994)، قلاع الصليبيين، كامبردج: مطبعة جامعة كامبردج، ISBN:0-521-42068-7، مؤرشف من الأصل في 2022-12-01
- كنج، د. ج. كاتردج (1949)، "الاستيلاء على قلعة الحصن في 1271"، مجلة العصور القديمة، ج. 23، ص. 83–92، DOI:10.1017/S0003598X0002007X، مؤرشف من الأصل في 2012-12-23
- فولدا، جرسولف؛ فرنش، بملا؛ كاوبل، بيري (1982)، "لوحات جدارية صليبية في قلعة الحصن وقلعة المرقب"، أوراق دمبارتون أوكس، دمبارتون أوكس ، أمناء جامعة هارفارد، ج. 36، ص. 177–210، DOI:10.2307/1291467، JSTOR:1291467